# آلسریا رامیرس
آلسریا رامیرس (اسپانیایی: Arcelia Ramírez‎؛ زادهٔ ۷ دسامبر ۱۹۶۷) بازیگر اهل مکزیک است.
از فیلم‌ها یا برنامه‌های تلویزیونی که وی در آن نقش داشته‌است، می‌توان به زندگی اینگونه است، مثل آب برای شکلات، زنان قاتل و ورونیکا اشاره کرد.